# Raffaele Cerbone
Raffaele Cerbone (Afragola, 21 gennaio 1969) è un allenatore di calcio ed ex calciatore italiano, di ruolo attaccante, tecnico del Budoni.
A lungo giocatore professionista, ha vissuto il momento migliore della sua carriera sportiva a metà degli anni 1990, con le maglie del Venezia prima e del Chievo poi, mettendosi in luce come uno dei più prolifici giocatori della serie cadetta di allora. Ha giocato anche in Serie A, con la maglia dell'Empoli.

## Carriera

### Giocatore

#### Gli inizi: Casertana (1986-1993)
Cerbone cresce calcisticamente nella Casertana. Con la formazione rossoblù debutta nel calcio professionistico. Infatti, dopo essere entrato nel giro della prima squadra già nella stagione 1986-1987, in quella successiva scende in campo 19 volte in C1, mettendo a segno anche due reti. Nel campionato 1988-1989 conquista il posto da titolare. Presenzia in 31 incontri di campionato marcando 7 gol. La stagione 1989-1990, invece, è per lui poco fortunata a causa di un importante infortunio alla schiena, con sole 10 presenze senza gol.

Cerbone (accosciato, secondo da destra) alla Casertana nella stagione 1990-1991

Nel 1990-1991 contribuisce alla promozione della sua squadra in Serie B con 4 reti in 24 partite. Nel suo primo campionato in cadetteria segna 3 gol in 21 partite. Per la Casertana è una stagione difficile, culminata con il ritorno in C1. Nel suo ultimo anno con la squadra campana non salta nemmeno un incontro di campionato (34 presenze) e segna 8 gol. Terminato il campionato, la società fallisce.

#### Venezia (1993-1996)
Nell'estate 1993 Cerbone si trasferisce al Venezia, in B. Come nella stagione precedente, il giocatore presenzia in tutte le 38 gare di campionato e, per la prima volta nella sua carriera, raggiunge la doppia cifra nelle marcature, fermandosi a 13 gol i tifosi lagunari decidono di creare il club "lello cerbone fioi di cannaregio". Nel campionato 1994-1995 migliora ulteriormente, segnando 14 reti in 36 partite disputate. L'anno successivo è l'ultimo per Cerbone con la maglia arancioneroverde del Venezia. L'attaccante si congeda con 8 gol in 33 partite.

#### Chievo (1996-1999)
Per la stagione 1996-1997 viene ingaggiato dal Chievo. Il primo campionato con i veronesi è il migliore della sua carriera. Cerbone trova in Michele Cossato un ottimo compagno di reparto: insieme segnano 30 reti. Il giocatore campano, con le sue 20 segnature, si piazza ai primi posti della classifica marcatori finale. Anche grazie ai suoi gol i clivensi sfiorano la promozione in A. La squadra veronese fa affidamento su di lui per ripetere la stagione. Nella seconda metà di campionato arriva a quota 12 gol in 34 partite. Nel campionato 1998-1999 risente del cattivo andamento della squadra (che staziona agli ultimi posti della classifica ed esonera il tecnico Domenico Caso). Fino a gennaio segna 2 reti in 17 presenze.

#### Il debutto in A con l'Empoli, il Brescia (1999-2000)
Nei primi giorni del 1999 Cerbone corona il sogno di poter giocare in Serie A. Infatti, viene prelevato dall'Empoli. Il giorno del suo debutto è il 31 gennaio 1999, in Roma-Empoli (1-1), in cui il giocatore segna il gol del pareggio per la sua squadra al 90'. Nella sua esperienza in massima serie presenzia in tutto 13 volte e segna 2 gol (oltre a quello contro i giallorossi, va a segno anche nella sconfitta interna contro la Salernitana). L'Empoli retrocede in B a fine stagione.
Nel campionato 1999-2000 Cerbone gioca in Serie B con la maglia del Brescia. Le rondinelle puntano alla promozione nella massima serie e centrano l'obiettivo. Il centrocampista campano scende in campo 33 volte , segnando 3 reti.

#### Il breve ritorno al Chievo, SPAL e Padova (2000-2004)
Il Chievo decide di tenere il giocatore per la stagione 2000-2001. In estate il tecnico Luigi Delneri lo utilizza con continuità in Coppa Italia. Cerbone torna al gol in maglia gialloblù. Molti tifosi sognano che possa ripetere le prestazioni raggiunte durante la sua prima esperienza in squadra. Tuttavia, alcuni dissapori con l'allenatore e un intervento chirurgico lo portano a essere messo ai margini della rosa. Il giocatore, quindi, non può dare il suo contributo alla stagione del Chievo (che poi conquisterà la promozione in A).
In marzo, dopo essere sceso in campo solo 3 volte, viene ceduto alla SPAL, formazione di C1. Fino a giugno segna 4 reti in 7 partite. Nella stagione 2001-2002 realizza 6 gol in 31 presenze. Il campionato successivo lo gioca, in prestito, con la maglia del Padova, totalizzando 26 presenze e 1 gol. Nell'estate 2003 ritorna a Ferrara, dove disputa il suo ultimo campionato professionistico (31 presenze e 4 gol).

#### Fine carriera: Budoni, Arzachena e Miranese
Cerbone chiude la sua carriera agonistica in Costa Smeralda e nella provincia di Venezia. Nella stagione 2004-2005 gioca in Eccellenza con la maglia del Budoni, mentre in quella successiva è in Serie D nell'Arzachena, e in Eccellenza con la Miranese.
In carriera ha totalizzato complessivamente 13 presenze e 2 reti in Serie A, e 250 presenze e 75 reti in Serie B.

### Allenatore
Appena conclusa la carriera da calciatore, intraprende la carriera da allenatore. Nel 2008-2009 è il vice dell'Arzachena, mentre per metà della stagione successiva ricopre lo stesso ruolo sulla panchina del Budoni; nel 2010-2011 la società gallurese lo promuove capo allenatore. La stagione successiva scende di categoria per allenare l'Olbia, in Eccellenza: conduce i bianchi al secondo posto finale, in un torneo dominato dalla Torres. Nel campionato 2012-2013 viene ingaggiato dall'Arzachena, in Serie D, dove rimane per una stagione.
Nell'estate 2013 fa ritorno al Budoni, dove rimane sino al 2015, salvo poi essere richiamato la stagione successiva. Guida i biancazzurri fino alla stagione 2018-2019, in Serie D, dimettendosi a fine campionato una volta ottenuta la salvezza. Il 17 novembre 2019, a sei mesi dal divorzio, torna alla guida del Budoni, al posto dell'esonerato Gianluca Hervatin. Nell'estate 2020, lascia il Budoni e fa ritorno dopo sette anni all' Arzachena, in serie D. Appena terminato il campionato e ottenuta la salvezza , il club smeraldino comunica che il contratto del tecnico non verrà rinnovato per la stagione 2021-22.
Il 26 Ottobre 2021, ritorna sulla panchina del Budoni, ultimo con un solo punto nel campionato di Eccellenza Sarda, al posto dell'esonerato Tony Rodriguez e con una grande scalata finisce la stagione all' ottavo posto con 53 punti e viene confermato per la stagione successiva, dove vince la Coppa Italia Eccellenza Sardegna battendo il Carbonia ai rigori e arriva secondo in campionato qualificandosi per i playoff nazionali, dove, eliminando i laziali della Boreale in semifinale e gli umbri dell'Ellera in finale, riesce a riportare la squadra biancoceleste in Serie D.  
Il 21 novembre 2023, a due giorni dalla sconfitta contro la capolista Cavese e aver raccolto un solo punto nelle ultime tre giornate di campionato, la società comunica di aver raggiunto l'accordo con il tecnico per la rescissione consensuale del contratto, però il 5 marzo 2024, dopo l'esonero di Mario Petrone, viene richiamato alla guida della squadra. Dopo non essere riuscito ad invertire la rotta, la squadra, al termine della stagione ritorna nel campionato regionale di Eccellenza. 
Confermato sulla panchina biancoceleste, il 30 marzo 2025, dopo la vittoria per 1-0 sul campo del Villasimius, riporta la squadra in Serie D con due giornate d'anticipo.

## Statistiche

### Statistiche da allenatore
Statistiche aggiornate al 4 maggio 2025. In grassetto le competizioni vinte.
| Stagione         | Squadra          | Campionato       | Campionato | Campionato | Campionato | Campionato | Coppe nazionali | Coppe nazionali | Coppe nazionali | Coppe nazionali | Coppe nazionali | Coppe continentali | Coppe continentali | Coppe continentali | Coppe continentali | Coppe continentali | Altre coppe | Altre coppe | Altre coppe | Altre coppe | Altre coppe | Totale | Totale | Totale | Totale | % Vittorie | Piazzamento                 |
| Stagione         | Squadra          | Comp             | G          | V          | N          | P          | Comp            | G               | V               | N               | P               | Comp               | G                  | V                  | N                  | P                  | Comp        | G           | V           | N           | P           | G      | V      | N      | P      | %          | Piazzamento                 |
| ---------------- | ---------------- | ---------------- | ---------- | ---------- | ---------- | ---------- | --------------- | --------------- | --------------- | --------------- | --------------- | ------------------ | ------------------ | ------------------ | ------------------ | ------------------ | ----------- | ----------- | ----------- | ----------- | ----------- | ------ | ------ | ------ | ------ | ---------- | --------------------------- |
| 2010-2011        | Budoni           | D                | 34         | 12         | 11         | 11         | CI-D            | 2               | 0               | 1               | 1               | -                  | -                  | -                  | -                  | -                  | -           | -           | -           | -           | -           | 36     | 12     | 12     | 12     | 33,33      | 8º                          |
| 2011-2012        | Olbia            | Ecc.             | 34+4       | 23+2       | 8          | 3+2        | CI-DS           | 2               | 0               | 1               | 1               | -                  | -                  | -                  | -                  | -                  | -           | -           | -           | -           | -           | 40     | 25     | 9      | 6      | 62,50      | 2º                          |
| 2012-2013        | Arzachena        | D                | 34         | 10         | 12         | 12         | CI-D            | 3               | 2               | 0               | 1               | -                  | -                  | -                  | -                  | -                  | -           | -           | -           | -           | -           | 37     | 12     | 12     | 13     | 32,43      | 10º                         |
| 2013-2014        | Budoni           | D                | 34+1       | 12+1       | 7          | 15         | CI-D            | 2               | 1               | 0               | 1               | -                  | -                  | -                  | -                  | -                  | -           | -           | -           | -           | -           | 37     | 14     | 7      | 16     | 37,84      | 13º                         |
| 2014-2015        | Budoni           | D                | 34+2       | 15+1       | 12         | 7+1        | CI-D            | 2               | 1               | 1               | 0               | -                  | -                  | -                  | -                  | -                  | -           | -           | -           | -           | -           | 38     | 17     | 13     | 8      | 44,74      | 4º                          |
| mar.-giu. 2016   | Budoni           | D                | 7+1        | 2          | 1          | 4+1        | CI-D            | -               | -               | -               | -               | -                  | -                  | -                  | -                  | -                  | -           | -           | -           | -           | -           | 8      | 2      | 1      | 5      | 25,00      | Sub., 14º, (retr.)          |
| 2016-2017        | Budoni           | Ecc.             | 30+4       | 18+2       | 6+2        | 6          | CI-DS           | 2               | 1               | 0               | 1               | -                  | -                  | -                  | -                  | -                  | -           | -           | -           | -           | -           | 36     | 21     | 8      | 7      | 58,33      | 2º, (prom. dopo i play-off) |
| 2017-2018        | Budoni           | D                | 34         | 13         | 4          | 17         | CI-D            | 1               | 0               | 0               | 1               | -                  | -                  | -                  | -                  | -                  | -           | -           | -           | -           | -           | 35     | 13     | 4      | 18     | 37,14      | 10º                         |
| 2018-2019        | Budoni           | D                | 38         | 11         | 10         | 17         | CI-D            | 2               | 0               | 1               | 1               | -                  | -                  | -                  | -                  | -                  | -           | -           | -           | -           | -           | 40     | 11     | 11     | 18     | 27,50      | 12º                         |
| nov. 2019-2020   | Budoni           | D                | 14         | 2          | 2          | 10         | CI-D            | -               | -               | -               | -               | -                  | -                  | -                  | -                  | -                  | -           | -           | -           | -           | -           | 14     | 2      | 2      | 10     | 14,29      | Sub., 18º, (retr.)          |
| 2020-2021        | Arzachena        | D                | 34         | 7          | 15         | 12         | -               | -               | -               | -               | -               | -                  | -                  | -                  | -                  | -                  | -           | -           | -           | -           | -           | 34     | 7      | 15     | 12     | 20,59      | 14º                         |
| Totale Arzachena | Totale Arzachena | Totale Arzachena | 68         | 17         | 27         | 24         |                 | 3               | 2               | 0               | 1               |                    | -                  | -                  | -                  | -                  |             | -           | -           | -           | -           | 71     | 19     | 27     | 25     | 26,76      |                             |
| ott. 2021-2022   | Budoni           | Ecc.             | 26         | 15         | 7          | 4          | CI-DS           | -               | -               | -               | -               | -                  | -                  | -                  | -                  | -                  | -           | -           | -           | -           | -           | 26     | 15     | 7      | 4      | 57,69      | Sub., 8º                    |
| 2022-2023        | Budoni           | Ecc.             | 36+4       | 27+3       | 4+1        | 5          | CI-DS+CI-Dil.   | 7+2             | 3+1             | 3               | 1+1             | -                  | -                  | -                  | -                  | -                  | -           | -           | -           | -           | -           | 49     | 34     | 8      | 7      | 69,39      | 2º, (prom. dopo i play-off) |
| 2023-2024        | Budoni           | D                | 21         | 4          | 8          | 9          | CI-D            | 1               | 0               | 0               | 1               | -                  | -                  | -                  | -                  | -                  | -           | -           | -           | -           | -           | 22     | 4      | 8      | 10     | 18,18      | Eson., Sub., 18º (retr.)    |
| 2024-2025        | Budoni           | Ecc.             | 30         | 22         | 5          | 3          | CI-DS           | 6               | 3               | 1               | 2               | -                  | -                  | -                  | -                  | -                  | -           | -           | -           | -           | -           | 36     | 25     | 6      | 5      | 69,44      | 1º (prom.)                  |
| Totale Budoni    | Totale Budoni    | Totale Budoni    | 350        | 160        | 80         | 110        |                 | 27              | 10              | 7               | 10              |                    | -                  | -                  | -                  | -                  |             | -           | -           | -           | -           | 377    | 170    | 87     | 120    | 45,09      |                             |
| Totale carriera  | Totale carriera  | Totale carriera  | 456        | 202        | 115        | 139        |                 | 32              | 12              | 8               | 12              |                    | -                  | -                  | -                  | -                  |             | -           | -           | -           | -           | 488    | 214    | 123    | 151    | 43,85      |                             |

## Palmarès

### Giocatore
- Campionato italiano Serie C1: 1

Casertana: 1990-1991 (girone B)

### Allenatore

#### Competizioni regionali
- Coppa Italia Dilettanti Sardegna: 1

Budoni: 2022-2023
- Eccellenza: 1

Budoni: 2024-2025